# 王倚
王倚（1240年—1292年），字辅臣，元朝大臣，本是东莱人（今山东省莱州市），后迁居宛平（今北京市）。
王倚祖父王温，主管京城课税。王倚读书，务实践，不事章句。元世祖选良家子入侍东宫，王倚年介弱冠，在众人中仪态很好，太保刘秉忠器重他，以他充选。王倚侍皇太子真金，倍受信任。时政所急，他知无不言。当时宫职未备，皇太子的汤沐邑地广事多，于是拜王倚为工部尚书，行本位下随身民匠都总管。张文廉自河东还，王椅推荐尚文的才能，张文廉辟为掌书记。后为甘州行省参知政事，至元二十年（1283年），入为中书省参知政事。至元二十一年（1284年），设置东宫官属，拜为家丞。又设置储用司，掌管货币出纳，令王倚兼管。后来王倚辞职，仍给他家丞俸禄终养，王倚坚决推辞，于是应许。
至元二十六年（1289年），皇孙铁穆耳出镇怀孟路，元世祖选旧臣护送，于是选中王倚。王倚陛辞，元世祖看他很久，对侍臣说：“王倚，修养廉洁的人，左右皇孙得到人才了。”不久，跟随皇孙召还。至元二十八年（1291年），授礼部尚书，以病推辞。皇太子妃召见，问他：“人们都求升官，卿为什么请求推辞？”回答：“臣见宫廷旧人像臣这样的，十去八、九，臣蒙恩最厚，愿留侍皇孙，备宿卫。”听说的人称他为贤。次年去世，时年五十三岁。赠正义大夫、礼部尚书，追封太原郡侯，谥忠肃。其子王鹏，异样局总管，官至大司徒，追封太原郡侯，谥忠懿。

## 延伸阅读
[在维基数据编辑]
 《元史·卷176》，出自宋濂《元史》
 《新元史/卷188》，出自柯劭忞《新元史》